# Recopa Sudamericana 1993
Čtvrtý ročník Recopa Sudamericana byl odehrán ve dnech 26. září a 29. září 1993. Ve vzájemném dvouzápase se střetli vítěz Poháru osvoboditelů v ročníku 1992 – São Paulo FC a vítěz Supercopa Sudamericana v ročníku 1992 – Cruzeiro Esporte Clube.

## 1. zápas
| 26. září 1993 |       |          |                                                                         |
| São Paulo FC  | 0 : 0 | Cruzeiro | Estádio do Morumbi, São Paulo diváci: 12.974 rozhodčí: Renato Marsiglia |
|               |       |          | Estádio do Morumbi, São Paulo diváci: 12.974 rozhodčí: Renato Marsiglia |

## 2. zápas
| 29. září 1993 |       |              |                                                                        |
| Cruzeiro      | 0 : 0 | São Paulo FC | Estádio Mineirão, Belo Horizonte diváci: 20.000 rozhodčí: Jorge Nieves |
|               |       |              | Estádio Mineirão, Belo Horizonte diváci: 20.000 rozhodčí: Jorge Nieves |

|                                            |       | Penaltový rozstřel         |  |
| Paulo Roberto Ronaldo Luís Fernando Ademir | 2 : 4 | Dinho Cafu Válber Ronaldão |  |

## Vítěz
| Recopa Sudamericana 1993 São Paulo FC (1. vítězství) |